# Operation Narcissus
Operation Narcissus var under andra världskriget en mindre del av Operation Husky, den allierade invasionen av Sicilien 10 juni 1943. Uppdragets mål var för fyrtio kommandosoldater ur brittiska Special Air Service att ta kontrollen över en fyr och det omkringliggande området på den sicilianska sydostkusten så att en större invasionsstyrka säkert skulle kunna landsättas. Trots underrättelserapporter var platsen övergiven, operationen lyckades utan att ett enda skott avfyrades.